# Doloclanes etto
Doloclanes etto är en nattsländeart som beskrevs av Malicky och Chantaramongkol 1993. Doloclanes etto ingår i släktet Doloclanes och familjen stengömmenattsländor. Inga underarter finns listade i Catalogue of Life.